# کورچوو
کورچوو (به لهستانی:  Korczów) یک روستا در لهستان است که در گمینا بیوگورای واقع شده‌است. کورچوو  ۴۹۳ نفر جمعیت دارد.